# Stanley Rogers Resor
Stanley Rogers Resor (5 décembre 1917 - 17 avril 2012) est un avocat, militaire et homme politique américain. Il a été sous-secrétaire à la Défense des États-Unis et sous-secrétaire à l'Armée des États-Unis, puis secrétaire à l'Armée des États-Unis de 1965 à 1971,.